# Medifoxamina
La medifoxamina è un antidepressivo che non appartiene né alla famiglia dei triciclici né a quella degli IMAO. Nel ratto la medifoxamina corregge i disturbi comportamentali che insorgono a seguito di ablazione dei bulbi olfattivi e antagonizza l'ipotermia e la ptosi indotte dalla reserpina.
La medifoxamina non modifica l'attività locomotoria ed esplorativa dell'animale e possiede solo un debole effetto anticolinergico.
Probabilmente il farmaco attiva il sistema dopaminergico, agendo come un inibitore della ricaptazione della dopamina, ed in misura minore anche quello noradrenergico. Esercita inoltre un'attività di tipo agonistico sui recettori 5-HT2A e sui recettori 5-HT2C.

## Farmacocinetica
Nell'uomo a seguito di somministrazione orale il farmaco si distribuisce rapidamente nei tessuti. L'assorbimento è massimo a pH leggermente basico (8). Il picco di concentrazione plasmatica si raggiunge nel giro di 45 minuti. L'emivita di assorbimento è di circa 15 minuti e quella di eliminazione di circa un'ora.

## Usi clinici
La medifoxamina è indicata nel trattamento degli stati depressivi.

## Effetti collaterali ed avversi
La medifoxamina può causare dolore gastrico, ipotensione, sonnolenza, xerostomia, disturbi visivi, cefalea.
Sono stati segnalati casi di soppressione della inibizione psicomotoria con tendenza suicida, cambiamento troppo rapido dell'umore, comparsa di delirio. In letteratura sono riportati casi di epatite fulminante.

## Controindicazioni
La medifoxamina è controindicata in caso di glaucoma ad angolo chiuso e disturbi uretro-prostatici per il rischio di ritenzione urinaria acuta.

L'utilizzo del farmaco deve essere attentamente valutato nei soggetti affetti da iperplasia prostatica, ipotensione ortostatica, epilessia. Il trattamento deve essere interrotto se il paziente manifesta un cambiamento d'umore troppo rapido.
Nel corso della gravidanza e durante l'allattamento non è consigliabile ricorrere ad un trattamento con medifoxamina.
I pazienti che in anamnesi abbiano manifestato tendenze suicide devono essere attentamente sorvegliati, particolarmente nelle prime fasi del trattamento.
Poiché il farmaco può causare sonnolenza i pazienti che lo assumono debbono essere sconsigliati dal guidare autoveicoli od impiegare macchinari che richiedano un elevato livello di attenzione.

## Dosi terapeutiche
La dose usuale di farmaco è di 50 mg 3 volte al giorno per via orale.

## Sovradosaggio
In caso di sovradosaggio il paziente deve essere ospedalizzato e sottoposto quanto prima una lavanda gastrica seguita dalle normali procedure di supporto. Non esiste un antidoto specifico.

## Interazioni
Si deve evitare di associare la medifoxamina con altri farmaci deprimenti il sistema nervoso centrale (SNC) ad esempio gli antistaminici H1, i barbiturici, le benzodiazepine, gli ipnotici, gli analgesici, i derivati della morfina antitussivi, i neurolettici ed altri ancora per il rischio di potenziamento della depressione centrale.
Si deve inoltre evitare l'associazione con altri farmaci atropinici, ad esempio gli antistaminici H1, gli antiparkinson, i fenotiazinici per la possibilità che si instaurino effetti additivi.
In corso di trattamento con medifoxamina è da evitare la concomitante assunzione di bevande alcooliche.